# فرأ تركماني
الفرأ التركماني أو القولان التركماني أو حمار الوحش التركماني (الاسم العلمي: Equus hemionus kulan)، هو نويع من الأخدر (حمار الوحش الآسيوي) موطنه آسيا الوسطى . أعلن عليه أنه مهدد بالانقراض في عام 2016.
انخفض عدد جمهرة النوع مؤخرًا في البلاد، بينما زاد ببطء في مواقع إعادة الإدخال. أُعيد إدخال الفرأ التركماني إلى كازاخستان وأوزبكستان، وكذلك فلسطين المحتلة، حيث تُهجّن النويعات مع حمير الوحش الفارسية في البرية.
سابقًا في عام 2005، قُدر عدد الجمهرة بين 1295 و1345 فرد في تركمانستان لا توجد بيانات أخرى عن حالة جمهرة تركمانستان، ولكن بقي الأمل في أن مجموعات صغيرة من الحيوانات لا تزال تعيش في مناطق يصعب الوصول إليها حول بادخيز [الإنجليزية]، وكانت تزدهر في غرب كبه طاغ (وادي سومبار-تشاندير) وهضبة أوستيورت حول بحيرة ساري قميش. ومع ذلك، فإن بعض الجمهرات المتشتتة للفرأ التركماني آخذة في الارتفاع حاليًا إلى أكثر من 2000 فرد في البرية. ويقدر أيضًا أن أكثر من 6000 قولان يعيشون في آسيا الوسطى. في عام 2017، كان هناك 3900 قولانًا في كازاخستان، منهم أكبر عدد الجمهرة الكازاخستانية (3400) يقيمون في متنزه ألتين إيمل الوطني [الإنجليزية]. 

## النويعات ذات الصلة
- الفرأ المنغولي [الإنجليزية]، Equus hemionus hemionus
- الأخدر الفارسي، Equus hemionus onager
- الفرأ الهندي [الإنجليزية]، Equus hemionus khur
- فرأ الشام، Equus hemionus hemippus (منقرض)